# 336698 Melbourne
336698 Melbourne è un asteroide della fascia principale. Scoperto nel 2010, presenta un'orbita caratterizzata da un semiasse maggiore pari a 3,0888909 UA e da un'eccentricità di 0,0230988, inclinata di 10,60308° rispetto all'eclittica.